# Гесихий Милетский
Геси́хий (также Гезихий, Исихий) Миле́тский или Гесихий Иллюстрий (греч. ῾Ησύχιος ὁ Μιλήσιος, ῾Ησύχιος ὁ ᾿Ιλλούστριος) — византийский историк и лексикограф (энциклопедист, биограф), живший в Константинополе в начале VI века в царствование Анастасия I (491—518),  Юстина I  (518—527) и Юстиниана I Великого (527—565).

## Сведения о жизни
Гесихий происходил из Милета. Всё, что известно о нём, сохранилось у патриарха Константинопольского Фотия и в византийском словаре «Суда». Ссылки на труды Гесихия имеются также в сочинении «О фемах» («Об областях Римской империи») императора Константина VII Багрянородного.
Фотий в своём значительном труде «Мириобиблион» упоминает, что Гесихий, сын адвоката Гесихия и Философии, был автором двух книг. Гесихий историк получил прозвание «Иллюстрий» (Illustrius). Это указывает на государственный титул «сиятельного мужа», но какую должность он занимал неизвестно. Свой рассказ о Гесихии Фотий завершает сообщением, что смерть сына Иоанна глубоко его поразила и заставила прекратить свои труды.

## Сочинения
Работы Гесихия почти полностью утрачены, хотя ещё Фотий, живший в IX веке, читал их и имел в своей библиотеке.
Известно, что Гесихий написал масштабную «Всемирную историю» («Компендиум всемирной истории») в шести книгах. В ней он излагал события от основания древнего Ассирийского царства (с опорой на доступные тогда античные источники) и до смерти императора Анастасия I (т. е до 518 года). От этой «Всемирной истории» сохранился до наших дней только значительный фрагмент из шестой книги. Во втором своём сочинении по истории Гесихий описал историю царствования императора Юстина I и первых лет царствования Юстиниана I. Однако всё, что относилось к правлению Юстина, утрачено, что вызывает сожаление, поскольку Фотий отмечает не только прекрасный стиль Гесихия, но и его историческую правдивость.
Третьим значительным трудом Гесихия стал, упоминаемый в «Суде», биографический «Ономатолог» («Именослов»), или «Список имен для обучения» (также «Словарь жизнеописаний», иначе называемый «Компендиумом жизнеописаний философов», «Onomatalogus sive Compendium de vitis philosophorum»), заключавший в себе жизнеописание всех знаменитых писателей эллинского мира.